# Acrossus ritsemai
Acrossus ritsemai är en skalbaggsart som beskrevs av Schmidt 1909. Acrossus ritsemai ingår i släktet Acrossus och familjen Aphodiidae. Inga underarter finns listade i Catalogue of Life.